# Pablo Aprahamian
Pablo Alejandro Aprahamian Bakerdjian (Montevideo, 13 de septiembre de 1985) es un contador, deportista y yudoca uruguayo. 

## Biografía
Estudio en el colegio La Mennais, es contador con un máster en finanzas por la Universidad de Montevideo.
Formado en el Club Náutico y en Unión Atlética, compite en judo junto a su hermano Mikael. Compitió por Uruguay en los Juegos Olímpicos de Río de Janeiro 2016 en yudo, donde finalizó decimoséptimo en la categoría de –100 kg. Ganó una medalla de bronce en el Campeonato Panamericano de Judo de 2017.

### Palmarés internacional
| Campeonato Panamericano | Campeonato Panamericano   | Campeonato Panamericano | Campeonato Panamericano |
| Año                     | Lugar                     | Medalla                 | Categoría               |
| ----------------------- | ------------------------- | ----------------------- | ----------------------- |
| 2017                    | Ciudad de Panamá (Panamá) | Medalla de bronce       | –100 kg                 |